# غريزو
شركة غريزو (بالإنجليزية: Grezzo)‏ (باليابانية: グレッゾ)، هي شركة يابانية خاصة مهتمة بتطوير ألعاب الفيديو، أسست سنة 2006م، ومقرها في العاصمة اليابانية طوكيو.